# Barrage Zimapán
Le barrage Zimapán est un barrage situé au Mexique.